# Canton de Boulogne-sur-Mer-Nord-Est
Le canton de Boulogne-sur-Mer-Nord-Est est une division administrative française située dans le département du Pas-de-Calais et la région Nord-Pas-de-Calais.

## Géographie
Ce canton est organisé autour de Boulogne-sur-Mer dans l'arrondissement de Boulogne-sur-Mer. Son altitude varie de 0 m (Boulogne-sur-Mer) à 110 m (Boulogne-sur-Mer) pour une altitude moyenne de 21 m.

## Histoire

le canton de Boulogne-sur-Mer-Nord-Est dans l'arrondissement de Boulogne-sur-Mer

Le Canton de Boulogne-sur-Mer-Nord-Est a été créé en 1984 (décret du 24 décembre 1984) par division de l'ancien canton de Boulogne Nord

### Conseillers généraux du canton deBoulogne-sur-Mer-Nord
| Période | Période | Identité          | Étiquette | Qualité                                                                             |
| ------- | ------- | ----------------- | --------- | ----------------------------------------------------------------------------------- |
| 1973    | 1979    | Henri Henneguelle | PS        | Instituteur Sénateur (1967-1974) Maire de Boulogne-sur-Mer (1945-1947 et 1953-1977) |
| 1979    | 1985    | Dominique Dupilet | PS        | Directeur de maison de jeunes Député (1977-2002)                                    |

## Administration

### Canton de Boulogne-sur-Mer-Nord-Est (de 1985 à 2015)
| Période | Période | Identité     | Étiquette | Qualité |
| ------- | ------- | ------------ | --------- | --- |
| 1985    | 2015    | Claude Allan | PS        | Bibliothécaire retraité Premier adjoint au Maire de Boulogne-sur-Mer Elu en 2015 dans le Canton de Boulogne-sur-Mer-1 |

## Composition
| Communes                | Population (2012) | Code postal | Code Insee |
| ----------------------- | ----------------- | ----------- | ---------- |
| Boulogne-sur-Mer        | 44 859 (1)        | 62200       | 62160      |
| Conteville-lès-Boulogne | 441               | 62126       | 62237      |
| Pernes-lès-Boulogne     | 423               | 62126       | 62653      |
| Pittefaux               | 125               | 62126       | 62658      |
| Wimille                 | 4 721             | 62126       | 62894      |

(1) fraction de commune.

## Démographie
| 1962 | 1968 | 1975 | 1982 | 1990 | 1999 | 2009 |
| ---- | ---- | ---- | ---- | ---- | ---- | ---- |
| -    | -    | -    | -    | -    | -    | -    |